# Álvaro Sarabia
Álvaro Gustavo Sarabia Navarro (Santiago del Cile, 5 gennaio 1978) è un ex calciatore cileno, di ruolo Attaccante.